# Август Салаба
Август Салаба (чеськ. August Salaba; 12 березня 1840, Богородчани, Галичина, Австрійська імперія — 28 січня 1894, Прага) — австрійський і чеський учений, інженер-механік, винахідник, педагог, професор (1884), ректор Чеського технічного університету (1878—1879; 1883—1884).

## Біографія
Народився у Богородчанах на Галичині. Навчався у гімназіях Львова та Самбора. В 1853—1858 навчався у Львівській технічній академії. Продовжив навчання на відділенні архітектури у Віденській академії (1858—1859).
З 1868 рік працював асистентом на кафедрі будівництва машин у Вищій технічній школі в Цюриху. Наступного року призначений ординарним професором машинобудування і механіки Імператорського чеського технічного університету в Празі, де пропрацював до кінця життя.
У 1884 році став професором теоретичної механіки та машинобудування.
Член Товариства інженерів і архітекторів; у 1892 році — його голова. Редагував журнал «Technický obzor».

## Науково-винахідницька діяльність
Професор Август Салаба — відомий конструктор і винахідник. У 1891 році нагороджений золотою медаллю на Ювілейній виставці в Празі за винахід машини для випробування міцності матеріалів.
Співавтор чеської інженерної термінології.

## Вибрані праці
- Bericht der weiteren Wasserversorgungscommission an den Rath der königl. 1877
- Zpráva širší komise vodární k radě král. hlavního města Prahy. 1877
- Druhá zpráva širší kommisse vodární k radě král. hlavního města Prahy. 1879
- Nauka o konstrukci částí strojů na základě theorie mechanismů. Díl první, Čásť všeobecná. 1883

## Ушанування
- Іменем ученого названа одна з вулиць Праги.